# فیروزه استخوانی
فیروزه استخوانی (انگلیسی: Odontolite) یا ادونتولیت نوعی فیروزه محتوی فسفات آهن و آلومینیوم است که از قطعات سنگوارهٔ استخوان و دندان تشکیل شده و به رنگ کبود مایل به سبز است و بر اثر اسید جوش می‌خورد.
به آن فیروزه دروغین هم می‌گویند.